# Piotr Kałużny
Piotr Kałużny – polski pianista, klawiszowiec, kompozytor, aranżer, dyrygent, wykładowca, publicysta.

## Życiorys
Zaczynał na przełomie lat 60. i 70. XX w. jako klawiszowiec w poznańskich zespołach rockowych (m.in. Sekwens, którego był również liderem i kompozytorem – laureat I nagrody na I WRM Jarocin'70 i Aspekt). Po ukończeniu studiów w Akademii Muzycznej im. Ignacego Jana Paderewskiego w Poznaniu na Wydziale Wychowania Muzycznego (1972), współpracował z Teatrem Nowym w Poznaniu (skomponował m.in. muzykę do spektakli A jak królem, a jak katem będziesz i Giganci z gór w reżyserii Izabeli Cywińskiej), jest także autorem muzyki do wielu filmów animowanych i spektakli telewizyjnych (m.in. ABC Rozrywki w reżyserii Stefana Mroczkowskiego). W latach 1974–1978 był pianistą, kompozytorem, aranżerem i drugim dyrygentem w Orkiestrze Rozrywkowej Polskiego Radia i Telewizji w Katowicach pod dyr. Jerzego Miliana, zaś w latach 1978–1990 pianistą, kompozytorem i aranżerem w Orkiestrze Rozrywkowej Polskiego Radia i Telewizji w Poznaniu pod dyr. Zbigniewa Górnego. Nagrał kilkadziesiąt płyt z orkiestrami, chórami i zespołami, a także z gwiazdami polskiej piosenki. Byli to m.in.: Hanna Banaszak, Eleni, Krzysztof Krawczyk, Danuta Rinn, Zdzisława Sośnicka, Urszula Sipińska, czy Bolter. Był kierownikiem muzycznym Kabareciarni Zenona Laskowika i członkiem big-bandu Alex Band pod dyr. Aleksandra Maliszewskiego. Współpracuje z Janem Izbińskim, nagrał trzy albumy solowe (Pieśni pasyjne (impresje fortepianowe) z 2007, John Coltrane- piano jazz trio & piano jazz solo z 2009 i płytę projektu Between Friends pt. Tribute to Jerzy Milian z 2014). Ma na swym koncie także wiele projektów autorskich i współautorskich, m.in. albumy zespołów: Vintage Band, Classic Jazz Quartet i Kakapo, a także trio jazzowe wespół z basistą Zbigniewem Wromblem i perkusistą Krzysztofem Przybyłowiczem, koncert Kolędy, jazz piano solo, czy własny benefis. Przez wiele lat wykładał na letnich warsztatach jazzowych, m.in. w Pułtusku i w Chodzieży. Bywa jurorem konkursów muzycznych – klasycznych i rozrywkowych. Brał udział w obradach jury wielu festiwali, m.in. festiwalu big-bandów w Nowym Tomyślu. Jest autorem podręcznika Skale muzyczne we współczesnej harmonii tonalnej, publikuje w miesięczniku Muzyk FCM i w Jazz Forum. Wykłada w Akademii Muzycznej im. Karola Lipińskiego we Wrocławiu, Poznańskiej Ogólnokształcącej Szkole Muzycznej II stopnia oraz na Uniwersytecie im. Adama Mickiewicza w Poznaniu. Od kilkunastu lat pianista ściśle współpracuje z poznańskim klubem Pod Pretekstem. Właśnie tam w 2006 roku odbył się benefis Piotra Kałużnego, w którym wzięli udział m.in.: Joanna Waluszko, Classic Jazz Quartet, zespół Kakapo z Szymonem Rogalskim, Wielka Łódź, Jan Izbiński, Vintage Band i Maciej Sikała.